# Puchar Świata w biegach narciarskich 1984/1985
Sezon 1984/1985 Pucharu Świata w biegach narciarskich rozpoczął się 9 grudnia 1984 we włoskim Cogne dla mężczyzn i Val di Sole dla kobiet. Ostatnie zawody z tego cyklu rozegrano 17 marca 1985 w norweskim Oslo.
Puchar Świata rozegrany został w 9 krajach i 10 miastach. Najwięcej zawodów zorganizowali Włosi, którzy 3 razy gościli najlepszych biegaczy narciarskich świata.
Obrońcą Pucharu Świata wśród mężczyzn był Szwed Gunde Svan, a wśród kobiet Finka Marja-Liisa Hämäläinen.
W tym sezonie w pucharze świata triumfowała Anette Bøe wśród kobiet oraz ponownie Gunde Svan wśród mężczyzn.

## Kalendarz i wyniki

### Mężczyźni
| 1.  | 8 grudnia 1984        | Cogne     | 15 km                                                                    | Pål Gunnar Mikkelsplass                                                       | Kari Härkönen                                                                           | Gunde Svan                                                                       |                                                                          |                                                                          |
| 2.  | 15 grudnia 1984       | Davos     | 30 km                                                                    | Ove Aunli                                                                     | Pål Gunnar Mikkelsplass                                                                 | Tor Håkon Holte                                                                  |                                                                          |                                                                          |
| 3.  | 16 grudnia 1984       | Davos     | Sztafeta 4 x 10 km                                                       | Norwegia Arild Monsen · Oddvar Brå · Geir Holte · Tor Håkon Holte             | Szwajcaria Andreas Grünenfelder · Daniel Sandoz · Markus Fähndrich · Giachem Guidon     | Szwecja II Erik Östlund · Thomas Wassberg · Sven-Erik Danielsson · Torgny Mogren |                                                                          |                                                                          |
| MŚ  | 16 - 27 stycznia 1985 | Seefeld   | Biegi narciarskie na Mistrzostwach Świata w Narciarstwie Klasycznym 1985 | Biegi narciarskie na Mistrzostwach Świata w Narciarstwie Klasycznym 1985      | Biegi narciarskie na Mistrzostwach Świata w Narciarstwie Klasycznym 1985                | Biegi narciarskie na Mistrzostwach Świata w Narciarstwie Klasycznym 1985         | Biegi narciarskie na Mistrzostwach Świata w Narciarstwie Klasycznym 1985 | Biegi narciarskie na Mistrzostwach Świata w Narciarstwie Klasycznym 1985 |
| 4.  | 18 stycznia 1985      | Seefeld   | 30 km                                                                    | Gunde Svan                                                                    | Ove Aunli                                                                               | Harri Kirvesniemi                                                                |                                                                          |                                                                          |
| 5.  | 22 stycznia 1985      | Seefeld   | 15 km                                                                    | Kari Härkönen                                                                 | Thomas Wassberg                                                                         | Maurilio De Zolt                                                                 |                                                                          |                                                                          |
| 6.  | 24 stycznia 1985      | Seefeld   | Sztafeta 4 × 10 km                                                       | Norwegia Arild Monsen · Pål Gunnar Mikkelsplass · Tor Håkon Holte · Ove Aunli | Włochy Marco Albarello · Giorgio Vanzetta · Maurilio De Zolt · Giuseppe Ploner          | Szwecja Erik Östlund · Thomas Wassberg · Thomas Eriksson · Gunde Svan            |                                                                          |                                                                          |
| 7.  | 26 stycznia 1985      | Seefeld   | 50 km                                                                    | Gunde Svan                                                                    | Maurilio De Zolt                                                                        | Ove Aunli                                                                        |                                                                          |                                                                          |
| 8.  | 16 lutego 1985        | Witosza   | 15 km                                                                    | Gunde Svan                                                                    | Tor Håkon Holte                                                                         | Pål Gunnar Mikkelsplass                                                          |                                                                          |                                                                          |
| 9.  | 17 lutego 1985        | Witosza   | Sztafeta 4 x 10 km                                                       | Szwecja Erik Östlund · Jan Ottosson · Torgny Mogren · Gunde Svan              | Szwajcaria Andreas Grünenfelder · Markus Fähndrich · Christian Marchon · Giachem Guidon | ZSRR Nikołaj Zimiatow · Władimir Sachnow · Władimir Smirnow · Aleksandr Batiuk   |                                                                          |                                                                          |
| 10. | 23 lutego 1985        | Syktywkar | 15 km                                                                    | Gunde Svan                                                                    | Tor Håkon Holte                                                                         | Christer Majbäck                                                                 |                                                                          |                                                                          |
| 11. | 3 marca 1985          | Lahti     | 50 km                                                                    | Tor Håkon Holte                                                               | Jan Ottosson                                                                            | Harri Kirvesniemi                                                                |                                                                          |                                                                          |
| 12. | 9 marca 1985          | Falun     | 30 km                                                                    | Gunde Svan                                                                    | Giachem Guidon                                                                          | Thomas Wassberg                                                                  |                                                                          |                                                                          |
| 13. | 10 marca 1985         | Falun     | Sztafeta 4 x 10 km                                                       | Włochy Albert Walder · Silvano Barco · Maurilio De Zolt · Giorgio Vanzetta    | Szwecja Erik Östlund · Thomas Wassberg · Torgny Mogren · Gunde Svan                     | Norwegia Arild Monsen · Tor Håkon Holte · Geir Holte · Pål Gunnar Mikkelsplass   |                                                                          |                                                                          |
| 14. | 14 marca 1985         | Oslo      | 15 km                                                                    | Thomas Wassberg                                                               | Gunde Svan                                                                              | Pål Gunnar Mikkelsplass                                                          |                                                                          |                                                                          |
| 15. | 17 marca 1985         | Oslo      | Sztafeta 4 x 10 km                                                       | Szwecja Thomas Eriksson · Sven-Erik Danielsson · Thomas Wassberg · Gunde Svan | Szwajcaria Andreas Grünenfelder · Daniel Sandoz · Markus Fähndrich · Giachem Guidon     | Norwegia Martin Hole · Pål Gunnar Mikkelsplass · Vegard Ulvang · Ove Aunli       |                                                                          |                                                                          |

### Kobiety
| 1.  | 13 grudnia 1984       | Val di Sole | 5 km                                                                     | Britt Pettersen                                                                   | Antonina Ordina                                                                    | Lilija Wasilczenko                                                                    |                                                                          |                                                                          |
| 2.  | 14 grudnia 1984       | Val di Sole | Sztafeta 3 x 5 km                                                        | Finlandia Pirkko Määttä · Marja-Liisa Hämälainen · Marjo Matikainen               | ZSRR I Antonina Ordina · Raisa Smietanina · Lilija Wasilczenko                     | ZSRR II Anfisa Riezcowa · Julija Stiepanowa · Lubow Zimiatowa                         |                                                                          |                                                                          |
| 3.  | 18 grudnia 1984       | Davos       | 10 km                                                                    | Berit Aunli                                                                       | Grete Ingeborg Nykkelmo                                                            | Evi Kratzer                                                                           |                                                                          |                                                                          |
| 4.  | 19 grudnia 1984       | Davos       | Sztafeta 4 x 5 km                                                        | Norwegia Grete Ingeborg Nykkelmo · Berit Aunli · Marianne Dahlmo · Anette Bøe     | ZSRR Antonina Ordina · Raisa Smietanina · Lilija Wasilczenko · Julija Stiepanowa   | Szwecja Marie Risby · Helena Blomqvist · Karin Lamberg · Marie Johansson              |                                                                          |                                                                          |
| MŚ  | 16 - 27 stycznia 1985 | Seefeld     | Biegi narciarskie na Mistrzostwach Świata w Narciarstwie Klasycznym 1985 | Biegi narciarskie na Mistrzostwach Świata w Narciarstwie Klasycznym 1985          | Biegi narciarskie na Mistrzostwach Świata w Narciarstwie Klasycznym 1985           | Biegi narciarskie na Mistrzostwach Świata w Narciarstwie Klasycznym 1985              | Biegi narciarskie na Mistrzostwach Świata w Narciarstwie Klasycznym 1985 | Biegi narciarskie na Mistrzostwach Świata w Narciarstwie Klasycznym 1985 |
| 5.  | 19 stycznia 1985      | Seefeld     | 10 km                                                                    | Anette Bøe                                                                        | Marja-Liisa Hämäläinen                                                             | Grete Ingeborg Nykkelmo                                                               |                                                                          |                                                                          |
| 6.  | 21 stycznia 1985      | Seefeld     | 5 km                                                                     | Anette Bøe                                                                        | Marja-Liisa Hämäläinen                                                             | Grete Ingeborg Nykkelmo                                                               |                                                                          |                                                                          |
| 7.  | 22 stycznia 1985      | Seefeld     | Sztafeta 4 × 5 km                                                        | ZSRR Tamara Tichonowa · Raisa Smietanina · Lilija Wasilczenko · Anfisa Riezcowa   | Norwegia Anette Bøe · Anne Jahren · Grete Ingeborg Nykkelmo · Berit Aunli          | NRD Manuela Drescher · Gaby Nestler · Antje Misersky · Ute Noack                      |                                                                          |                                                                          |
| 8.  | 26 stycznia 1985      | Seefeld     | 20 km                                                                    | Anette Bøe                                                                        | Britt Pettersen                                                                    | Grete Ingeborg Nykkelmo                                                               |                                                                          |                                                                          |
| 9.  | 14 lutego 1985        | Klingenthal | 10 km                                                                    | Anette Bøe                                                                        | Grete Ingeborg Nykkelmo                                                            | Anfisa Riezcowa                                                                       |                                                                          |                                                                          |
| 10. | 18 lutego 1985        | Nové Město  | 5 km                                                                     | Anette Bøe                                                                        | Anfisa Riezcowa                                                                    | Věra Klimková                                                                         |                                                                          |                                                                          |
| 11. | 23 lutego 1985        | Syktywkar   | 20 km                                                                    | Raisa Smietanina                                                                  | Evi Kratzer                                                                        | Iraida Kliagina                                                                       |                                                                          |                                                                          |
| 12. | 2 marca 1985          | Lahti       | 5 km                                                                     | Marie Risby                                                                       | Britt Pettersen                                                                    | Marianne Dahlmo                                                                       |                                                                          |                                                                          |
| 13. | 9 marca 1985          | Falun       | 10 km                                                                    | Anette Bøe                                                                        | Grete Ingeborg Nykkelmo                                                            | Anna-Lena Fritzon                                                                     |                                                                          |                                                                          |
| 14. | 10 marca 1985         | Falun       | Sztafeta 4 x 5 km                                                        | Norwegia Grete Ingeborg Nykkelmo · Trude Dybendahl · Marianne Dahlmo · Anette Bøe | Szwecja Marie Risby · Marie Johansson · Anna-Lena Fritzon · Karin Lamberg-Skog     | Finlandia Pirkko Määttä · Eija Hyytiäinen · Marjo Matikainen · Marja-Liisa Hämäläinen |                                                                          |                                                                          |
| 15. | 16 marca 1985         | Oslo        | 20 km                                                                    | Anette Bøe                                                                        | Grete Ingeborg Nykkelmo                                                            | Britt Pettersen                                                                       |                                                                          |                                                                          |
| 16. | 17 marca 1985         | Oslo        | Sztafeta 4 x 5 km                                                        | Norwegia Grete Ingeborg Nykkelmo · Anne Jahren · Berit Aunli · Anette Bøe         | Szwecja Marie Johansson · Gunnel Mörtberg · Anna-Lena Fritzon · Karin Lamberg-Skog | NRD Antje Misersky · Gaby Nestler · Simone Opitz · Ute Noack                          |                                                                          |                                                                          |

## Klasyfikacje

### Mężczyźni
| Lp. | Zawodnik                | Punkty |
| 1.  | Gunde Svan              | 152    |
| 2.  | Tor Håkon Holte         | 117    |
| 3.  | Ove Aunli               | 114    |
| 3.  | Thomas Wassberg         | 114    |
| 5.  | Pål Gunnar Mikkelsplass | 100    |
| 6.  | Torgny Mogren           | 85     |
| 7.  | Kari Härkönen           | 73     |
| 8.  | Giachem Guidon          | 71     |
| 9.  | Harri Kirvesniemi       | 66     |
| 10. | Geir Holte              | 65     |

### Kobiety
| Lp. | Zawodniczka             | Punkty |
| 1.  | Anette Bøe              | 144    |
| 2.  | Grete Ingeborg Nykkelmo | 123    |
| 3.  | Britt Pettersen         | 113    |
| 4.  | Berit Aunli             | 96     |
| 5.  | Evi Kratzer             | 93     |
| 6.  | Ute Noack               | 91     |
| 6.  | Anfisa Riezcowa         | 91     |
| 8.  | Marie Risby             | 85     |
| 8.  | Raisa Smietanina        | 85     |
| 10. | Marjo Matikainen        | 80     |